# Петербургу быть пусту

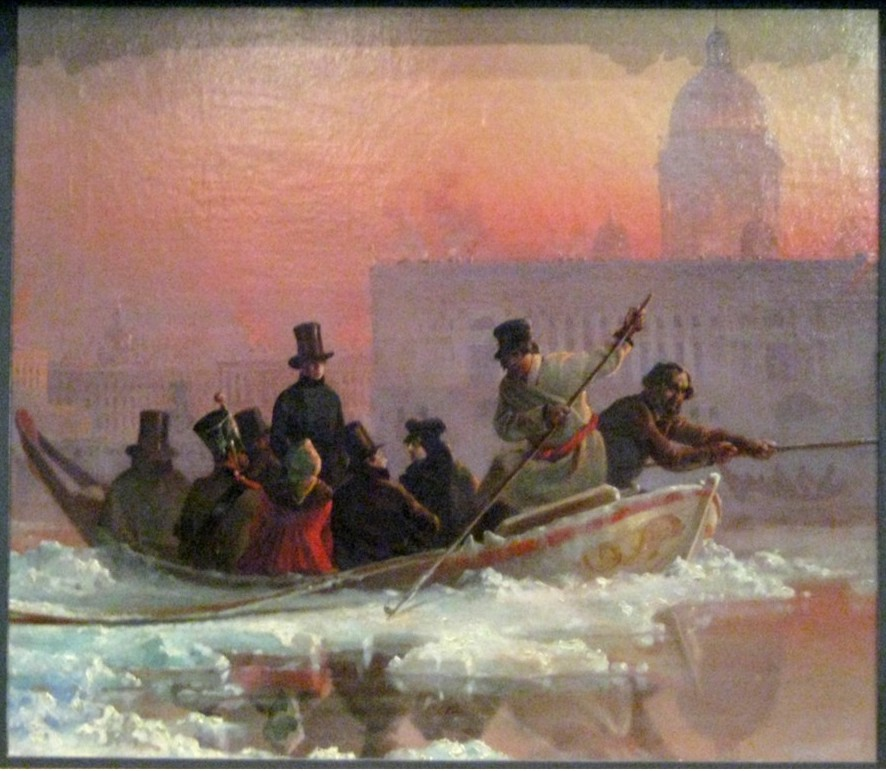
«Переправа через Неву»
А. М. Дорогов, 1-я половина XIX века

«Петербургу быть пусту» (Петербургу пусту быти) — пророчество (заклятие) о гибели новой столицы, будто бы изречённое царицей Евдокией Лопухиной перед насильной отправкой её в монастырь — «Месту сему быть пусту!». Первые предсказания гибели Петербурга были зафиксированы ещё при Петре Великом в форме заклятий, и в их число входит и это.
О «предсказании» Евдокии известно, в частности, из показаний её сына царевича Алексея под следствием (от 8 февраля 1718 года).

«Не дохав Либоу, встретились мне царевна Марья Алексеевна, и взяв меня к себе в карету, по многим разговорам, пришла речь до матери моей. (…) И я молвил: „Жива ль она, или нет?“. И она сказала: „Жива-де; и было-де откровение ей самой и иным, что отец твой возьмёт её к себе. и дети будут; а таким-де образом: что отец твой будет болен и во время болезни его будет некакое смятение, и приедет-де отец в Троицкий монастырь на Сергиеву память, и тут мать твоя будет же, и отец исцелеет от болезни, и возьмёт её к себе и смятение утишится“. (…) Ещё де сказывала, что Питербурх не устоит за нами: „Быть-де ему пусту; многие-де о сём говорят“».

Это было процитировано С. М. Соловьёвым в его «Истории России с древнейших времён». М. И. Семевский относит к 1722 году слухи о зловещих знамениях в Петербургском Троицком соборе, возникшие среди духовенства и быстро охватившие весь город, в частности, «Петербургу быть пусту!». Дьякон от Троицы, который первым разнёс слух о грозящем запустении Петербурга, был осуждён на три года каторги.

## В литературе
И царицей Авдотьей заклятый,

Достоевский и бесноватый

Город в свой уходил туман…

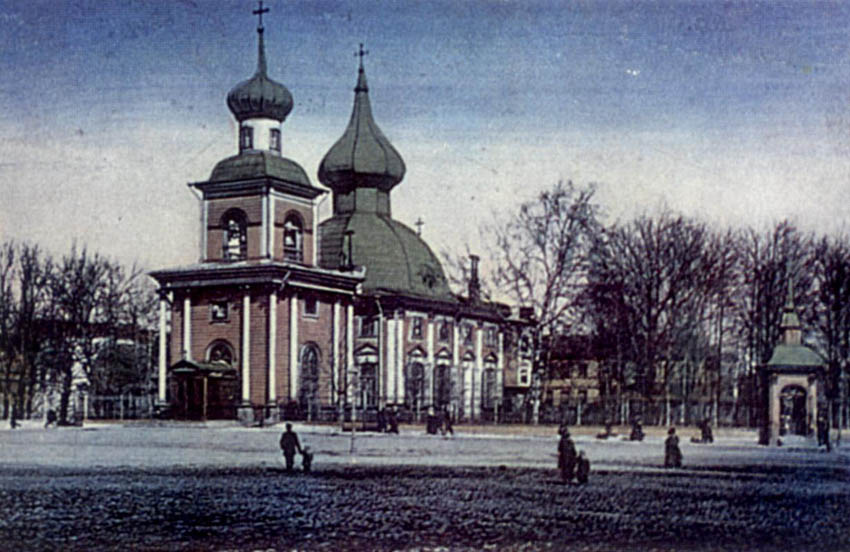
Фигурирующая в легенде Троицкая церковь сгорела дотла в 1913 году (дореволюционный снимок)

- Дмитрий Мережковский. Эссе «Петербургу быть пусту». В романе «Пётр и Алексей»: «Попомни меня! — воскликнула Марья пророчески. — Питербурх не долго за нами будет. Быть ему пусту! (…) Быть пусту, быть пусту! К чёрту в болото провалится! Как вырос, так и сгинет, гриб поганый. И места его не найдут, окаянного!». В романе «Александр I»: «Старики сказывают, — на Петербургской стороне, у Троицы, ольха росла высокая, и такая тут вода была, лет за десять до построения города, что ольху с верхушкою залило, и было тогда прорицание: как вторая-де вода такая же будет, то Санкт-Петербургу конец, и месту сему быть пусту. А государь император Пётр Алексеевич, как сведали о том, ольху срубить велели, а людей прорицающих казнить без милости. Но только слово то истинно, по Писанию: не увидеша, дондеже[Комм 1] прииде вода и взят вся…».
- Алексей Толстой. В «Хождении по мукам»: «Ещё во времена Петра Первого дьячок из Троицкой церкви, что и сейчас стоит близ Троицкого моста, спускаясь с колокольни, впотьмах, увидел кикимору — худую бабу и простоволосую, — сильно испугался и затем кричал в кабаке: „Петербургу, мол, быть пусту“, — за что был схвачен, пытан в Тайной канцелярии и бит кнутом нещадно». В «Дне Петра»: « — Ваше величество, дело пономаря Гультяева, что в прошедшем месяце у Троицы на колокольне кикимору видел и говорил: „Питербурху быть пусту“, разобрано, свидетели все допрошены, остается вашему величеству резолюцию положить. — Знаю, помню, — ответил Пётр, пуская клуб дыма. — Гультяева, глупых чтобы слов не болтал, бить кнутом и на каторгу на год».
- Анна Ахматова включила слова «Быть пусту месту сему…» в качестве одного из эпиграфов эпилога «Поэмы без героя».
- Максимилиан Волошин: «…согласно древнему заклятию последней московской царицы: „Питербурху быть пусту!“».
- Цитирует Михаил Булгаков в «Под пятой» (дневник)
- Николай Устрялов. «Судьба Петербурга» (1918)
- А. А. Татищев. «Земли и люди: В гуще переселенческого движения (1906—1921)» (1928)
- Андрей Лазарчук, Михаил Успенский. «Посмотри в глаза чудовищ» (1996)
- Анатолий Даров. В «Блокаде (1964)»: «Письмо длинное, с массой ошибок и восклицательных знаков. И какой-то уже голодающий мыслитель, впавший в черную меланхолию, строчил на красной оберточной бумаге – черным по кровавому – послание: «Всем, всем», кончающееся почти библейским «Быть Петербургу пусту».
- Поликсена Сергеевна Соловьёва, дочь историка С. М. Соловьёва, взяла слова «Быть Петербургу пусту» (Евдокия) в качестве эпиграфа к стихотворению "Петербург" (1919)